# Milo (Missouri)
Pour les articles homonymes, voir Milo.
Milo est un village situé au centre-sud du comté de Vernon, dans le Missouri, aux États-Unis,. Il est incorporé en 1884.

## Démographie
Lors du recensement de 2010, le village comptait une population de 90 habitants. Elle est estimée, en 2016, à 89 habitants.

### Source de la traduction
- (en) Cet article est partiellement ou en totalité issu de l’article de Wikipédia en anglais intitulé « Milo, Missouri » (voir la liste des auteurs).